# Reedsburg (Wisconsin)
Reedsburg es una ciudad situada en el condado de Sauk, Wisconsin, Estados Unidos. Tiene una población estimada, a mediados de 2022, de 10 047 habitantes.

## Geografía
La localidad está ubicada en las coordenadas 43°32′06″N 89°59′44″O / 43.53500, -89.99556 (43.535051, -89.995509). Según la Oficina del Censo, tiene una superficie total de 16.05 km², de los cuales 15.76 km² corresponden a tierra firme y 0.29 km² están cubiertos de agua.

## Demografía
Según el censo de 2020, en ese momento había 9984 personas residiendo en la localidad. La densidad de población era de 633.50 hab./km². El 88.29% de los habitantes eran blancos, el 1.32% eran afroamericanos, el 1.00% eran amerindios, el 0.68% eran asiáticos, el 0.01% era isleño del Pacífico, el 3.73% eran de otras razas y el 4.97% eran de una mezcla de razas. Del total de la población, el 7.23% eran hispanos o latinos de cualquier raza.